# مارکو زامبونی
مارکو زامبونی (انگلیسی: Marco Zamboni؛ زادهٔ ۷ دسامبر ۱۹۷۷) بازیکن فوتبال اهل ایتالیا است.
از باشگاه‌هایی که در آن بازی کرده‌است می‌توان به باشگاه فوتبال هلاس ورونا، باشگاه فوتبال رجینا، باشگاه فوتبال اسپتزیا، باشگاه فوتبال مودنا، باشگاه فوتبال لچه، باشگاه فوتبال یوونتوس، باشگاه فوتبال کیه‌وو ورونا، باشگاه فوتبال اودینزه، باشگاه فوتبال کروتونه، باشگاه فوتبال سمپدوریا، باشگاه فوتبال ناپولی، و باشگاه فوتبال اسپال اشاره کرد.
وی همچنین در تیم ملی فوتبال زیر ۲۱ سال ایتالیا بازی کرده‌است.